# Seznam angleških jezikoslovcev
Seznam angleških jezikoslovcev.

## B
- Martin J. Ball
- Gregory Bateson?
- Joseph Bosworth

## C
- John Chadwick
- David Crystal (velško-angleški)

## D
- Michael Dummett?

## F
- J. R. Firth
- Dennis Butler Fry

## G
- Paul Grice
- Malcolm Guthrie

## H
- Michael Halliday

## J
- Kenneth H. Jackson
- William Jones (filolog)

## K
- Adam Kendon

## L
- Peter Ladefoged
- Geoff Lindsey (*1959)
- John Lyons (1932–2020)

## O
- Charles Kay Ogden

## Q
- Michael Quinion
- Randolph Quirk (1920-2017) (z otoka Man)

## R
- Ian Roberts (jezikoslovec)

## S
- Archibald Sayce
- Barbara Seidlhofer

## T
- Daniel Tammet?

## W
- Harold Williams (1876-1928) (Novozelandec)